# Cal Piteu (Sant Ramon)
Cal Piteu és una habitatge al carrer principal de Sant Ramon a la comarca de la Segarra inclòs en l'Inventari del Patrimoni Arquitectònic de Catalunya. Habitatge realitzat amb carreus de pedra regulars de mitjanes dimensions i col·locats horitzontalment, amb una estructura de planta baixa, primera i segona planta o golfes.
A la planta baixa hi ha la porta principal d'accés, amb llinda superior d'una sola peça i brancals realitzats amb carreus de grans dimensions, els quals presenten un petit rebaix a l'extrem que ressegueix tot el perímetre de la porta. A ambdós costats hi ha una porta grossa, ambdues obertes posteriorment a la construcció de l'habitatge que serveixen de garatges per a vehicles.
La primera planta presenta tres obertures exteriors, col·locades simètricament amb les inferiors. Al centre apareix un balcó amb barana exterior de ferro forjat i llinda d'una sola peça superior, en la qual hi ha una inscripció amb el nom del propietari i l'any de construcció: «RAMON BOTET 1800», hi destaca un baix relleu en forma de pilastra adossada a la zona dels brancals. Aquesta obertura central apareix envoltada per una finestra de grans dimensions a cada costat, amb llinda superior d'una sola peça i brancals realitzats amb carreus grossos, els quals presenten el mateix treball decoratiu que el balcó central.
Finalment, a la segona planta o golfes apareixen tres petites obertures quadrangulars simètricament plaçades amb les obertures inferiors, amb una peça de formigó exterior.